# Hospice du Rioumajou
L'hospice du Rioumajou est un refuge de montagne situé à 1 550 m d'altitude dans la vallée du Rioumajou, dépendant administrativement de la commune de Saint-Lary-Soulan dans le département des Hautes-Pyrénées en région Occitanie. 

## Toponymie
Son nom vient du ruisseau du Rioumajou qui donne aussi son nom à la vallée. En occitan, riou signifie « cours d’eau, ruisseau » et majou de maou signifie « mauvais » donc le ruisseau mauvais.

## Histoire
L'hospice du Rioumajou est placé sur la voie de la Ténarèze qui est une voie traditionnelle du Sud-Ouest de la France et un chemin de transhumance. Cette route permettait de circuler sans franchir ni pont ni gué, est de longue date un point de franchissement de la chaîne pyrénéenne.
Les voyageurs traversaient les cols pour y faire du commerce ou de la contrebande. C'est par là que passaient également les paysans de la vallée qui allaient vendre leur travail, le toponyme de la Plagne du Marcadau, (en occitan, « le plateau du marché ») au-dessus de l'hospice, souligne bien les nombreux échanges. Enfin, ce fut le lieu de passage des soldats, de négociants et de pèlerins.
Les seigneurs locaux, que ces échanges avec l'Espagne favorisaient, avaient le devoir de maintenir en état les hospices. Dans la vallée d'Aure en plus de l'hospice du Rioumajou on a pu répertorier plusieurs hôpitaux qui ont été fondés par les Chevaliers-Hospitaliers de Saint-Jean de Jérusalem (chapelle Notre-Dame-du-Bouchet de Guchen, chapelle Saint-Pierre d'Agos à Vielle-Aure, chapelle des Templiers d’Aragnouet).
On trouve trace pour la première fois de l'hospice du Rioumajou dans un document du 27 avril 1457. En ruines, il a été rebâti par le comte Jean V d'Armagnac.
Les hospices et hôpitaux avaient un même but : au pied des cols, ils constituaient des abris pour le voyageur, apportant une aide matérielle, gîte et couvert, d’une aide spirituelle tenus par des membres du clergé. Les hospices accueillaient pour la nuit et donnaient des soins aux malades et aux blessés.
Plus anciens que les hôpitaux, les hospices ont été les premiers refuges servant aux voyageurs qui se rendaient de l’autre côté des cols.

## Caractéristiques et informations
Il est situé au cœur d'une zone naturelle protégée, classée ZNIEFF de type 1 : Haute vallée d'Aure en rive droite, de Barroude au col d'Azet et en zone Natura 2000 en site classé.
Le refuge est ouvert de mi-juin à fin septembre en continu, mais la route d’accès est fermée à la circulation en hiver.

## Accès
Le refuge est accessible depuis Tramezaïgues par la route départementale D 19 le long du ruisseau du Rioumajou. La voie est carrossable jusqu'au lieu-dit de Frédancon et se termine par un sentier jusqu'à l'hospice. Cette dernière partie est fermée à la circulation en été entre 12 h et 16 h.

## Ascensions
Au départ du refuge on peut accéder, par le sentier du GR 105, à la frontière entre l'Espagne et la France au fond de la vallée et rejoindre la vallée de Bielsa en Espagne par le port d'Ourdissétou (2 403 m).
On peut aussi avoir accès à tous les cols ou sommets de la vallée : pic de l'Espade (2 832 m), pic d'Ourdissétou (2 597 m), pic de Cauarère (2 901 m), pic de Batoua (3 034 m) ou port de Plan (2 527 m), port de Cauarère (2 526 m).